# إلفن لابس
إلفن لابس (بالإنجليزية: ElevenLabs) هي شركة برمجيات متخصصة في تطوير برامج توليد الكلام ذات الصوت الطبيعي باستخدام التعلم العميق.
اعترف بها كواحدة من الشركات الكبرى التي تقف وراء ربيع الذ. 

## أنظر أيضًا
- تحويل الصوت على أساس الاسترجاع